# E-Helvetica
e-Helvetica ist der Name der digitalen und digitalisierten Sammlungen der Schweizerischen Nationalbibliothek und des Webarchivs Schweiz. e–Helvetica entstand aus dem gleichnamigen Projekt heraus, welches die Nationalbibliothek von 2001 bis 2006 realisierte. Über ihren Dienst werden seit 2012 die digitalen Sammlungen der Nationalbibliothek konsultiert. Die Sammlung umfasst Websites, elektronisch veröffentlichte Bücher, Periodika, Hochschulschriften und Amtsschriften.